# ATB (음악가)
안드레 타네베르거(독일어: André Tanneberger, 1973년 2월 26일 ~ )는 ATB라는 이름으로 잘 알려진 독일의 디스크자키이다.